# Resolução 29 do Conselho de Segurança das Nações Unidas
Resolução 29 do Conselho de Segurança das Nações Unidas, aprovada em 12 de agosto de 1947, após ter revisto e, em alguns casos, re-avaliado pedidos de adesão às Nações Unidas da Albânia, Mongólia, Transjordânia, Irlanda, Portugal, Hungria, Itália, Romênia, Áustria, Iêmen, Bulgária e o Paquistão. O Conselho recomendou que a Assembleia Geral admitisse o Iêmen e o Paquistão.